# Chloroclystis ochrea
Chloroclystis ochrea là một loài bướm đêm trong họ Geometridae.